# Devil's Dyke (Cambridgeshire)
Pour les articles homonymes, voir Devil's Dyke.
Le Devil's Dyke (« digue du diable »), ou Devil's Ditch (« fossé du diable »), est une fortification linéaire en terre située dans le sud-est du Cambridgeshire, en Angleterre. Composé d'un mur et d'un fossé, il s'étend en ligne droite sur une douzaine de kilomètres entre les villages de Woodditton et Reach. Il est protégé en tant que site d'intérêt scientifique particulier (SSSI) depuis 1984 et scheduled monument. Une zone adjacente est également protégée en tant que zone spéciale de conservation (SAC) depuis 2005.

## Description

Vues en coupe schématiques des trois principales fortifications linéaires du Cambridgeshire : Fleam Dyke, Brent Ditch et Devil's Dyke.

Le Devil's Dyke mesure environ 12 km de long et s'étend entre les villages de Woodditton au sud-est et Reach au nord-ouest. Il traverse les paroisses civiles de Stetchworth, Newmarket, Burwell et Swaffham Prior.
Il se compose d'un mur de terre et d'un fossé adjacent au mur du côté ouest. Le mur mesure jusqu'à 9 mètres de haut et 36 mètres de large par endroits. À son point le plus élevé, le mur s'élève à 10 mètres au-dessus du fond du fossé.
Il s'inscrit dans une série de fortifications en terre du Cambridgeshire et du Suffolk qui comprend également le Fleam Dyke (en), le Brent Ditch (en), le Bran Ditch (en) et les Black Ditches (en). Le Devil's Dyke est le plus grand et le mieux conservé de ces ouvrages défensifs.
Il est traversé par plusieurs voies de communication modernes : les routes A11 (en) et A14 (en), ainsi que la ligne de chemin de fer (en) qui relie Ipswich à Ely. Un sentier de randonnée longe le Devil's Dyke sur toute sa longueur. L'hippodrome de Newmarket se situe aussi le long du mur.

## Histoire
Le Devil's Dyke est généralement considéré comme une fortification de l'époque anglo-saxonne. Avec les autres murs en terre de la région, il sert de ligne de défense aux Angles de l'Est, dont le royaume s'étend sur l'actuelle région d'Est-Anglie, contre leurs voisins occidentaux merciens qui contrôlent les Midlands.
Le Devil's Dyke contrôle plusieurs voies de passage correspondant à trois anciennes routes romaines dont Icknield Way (en), l'un des principaux axes de communication ouest-est du sud de l'Angleterre. Son importance stratégique à l'époque anglo-saxonne est considérable, puisqu'il se situe entre la région marécageuse des Fens au nord et une zone densément boisée au sud, ce qui le rend difficilement contournable pour des armées en marche.
Au Moyen Âge, la fortification est couramment appelée « St Edmunds Dyke », car elle constitue la limite de la juridiction de l'abbaye de Bury St Edmunds. Le nom de « Devil's Dyke » est plus tardif. Il est associé à des croyances locales qui attribuent sa construction au diable.